# Guerre du pemmican
La guerre du pemmican est le nom donné aux affrontements armés opposant en Amérique du Nord la Compagnie de la Baie d'Hudson et la Compagnie du Nord-Ouest à l'occasion de la traite des fourrures, dans les années qui suivent la création de la colonie de la rivière Rouge en 1812 par Lord Selkirk, affrontements qui prennent fin en 1821 avec la fusion des deux compagnies rivales.

## Origines du conflit
Après la guerre de 1812 qui opposa les Britanniques aux Américains, Thomas Douglas, cinquième comte de Selkirk, tenta de réinstaller ses compatriotes écossais et nord-américains au Canada. En 1808, Selkirk avait fondé deux colonies, l'une à l'Île-du-Prince-Édouard, l'autre à Baldoon, dans l'ouest de l'Ontario, et cherchait à en établir une troisième. La côte est du Canada était déjà colonisée et ne possédait plus de parcelles assez grandes pour abriter une colonie. Selkirk cherchait donc un endroit avec un bon sol et un climat tempéré loin dans l'intérieur. Il a rapidement découvert que la région la mieux adaptée à ses besoins se trouvait sur le territoire de la Compagnie de la Baie d'Hudson (CBH). Selkirk a commencé en 1808 à acheter des actions de la CBH afin d'acquérir le terrain dont il avait besoin. En raison de la concurrence féroce avec la Compagnie du Nord-Ouest (CNO), le stock de la Compagnie de la Baie d'Hudson est passé de 250 % à 50 % et il a pu acheter une part majoritaire de 100 000 £ (sur un total de 150 000 £).
En mai 1811, la CBH accorda à Selkirk un territoire de 116 000 milles carrés qui englobait la plus grande partie du bassin versant de la rivière Rouge. Aujourd'hui, cette région est partagée par la Saskatchewan, le Manitoba, l'Ontario, le Dakota du Nord et du Sud et le Minnesota. La région était déjà occupée à cette époque par de nombreuses tribus d'Amérindiens et de Métis, ainsi que par des avant-postes appartenant aux compagnies du Nord-Ouest et de la Baie d'Hudson. Pendant 100 ans, la Compagnie de la Baie d'Hudson avait dominé le commerce de la fourrure en Amérique du Nord, opérant presque exclusivement à partir de leurs dépôts le long des rives de la baie d'Hudson (leur charte concédée par Charles II en 1670). La concurrence de divers marchands montréalais et plus tard de la Compagnie du Nord-Ouest dans les années 1770 changea la donne. Pour rivaliser avec la Compagnie du Nord-Ouest, la CBH commença à s'étendre vers l'intérieur des terres. En 1774, ils construisirent Cumberland House dans le delta de la rivière Saskatchewan et bientôt des avant-postes situés dans tout le nord-ouest, dans certains cas directement en face de leurs adversaires, déclenchant une période de concurrence intense. La région de la rivière Rouge contenait également les dépôts pivots de provisionnement de la Compagnie du Nord-Ouest.

### Le commerce du pemmican
Contrairement à la Compagnie de la Baie d'Hudson, qui importait la plupart de ses provisions de l'Angleterre, la Compagnie du Nord-Ouest comptait beaucoup sur le pemmican acheté localement. Le pemmican était fait de viande de bison séchée, pilée en poudre et mélangée à de la graisse fondue. Pour se procurer du pemmican en quantité suffisante, la CNO l'échangeait dans plusieurs postes dans le district de la rivière Rouge et le transportait à son dépôt sur le lac Winnipeg où elle était distribuée aux brigades de canots. La plus grande partie du pemmican de la CNO était achetée auprès des Métis et, dans une moindre mesure, auprès des Amérindiens et des hommes libres locaux.
Les Métis étaient les descendants de commerçants de fourrures européens (principalement canadiens-français) et de leurs épouses autochtones. Au début des années 1800, les Métis formaient de vastes communautés et étaient en train de créer leur propre identité. Le groupe métis particulier autour de la rivière Rouge était connu sous le nom de Bois-Brûlés.
Les Amérindiens du district de la rivière Rouge étaient principalement des Saulteaux, une nation connue aujourd'hui sous le nom d'Ojibwés des Plaines. Ils négociaient avec les deux compagnies et, malgré les fréquentes tentatives de la CNO de les opposer à sa rivale, sont restés neutres dans le conflit entre les compagnies de fourrures. Le district de la rivière Rouge abritait également une petite communauté de voyageurs à la retraite de la CNO, appelés « hommes libres » parce qu'ils étaient libres de leurs contrats avec l'entreprise.
Le pemmican de la rivière Rouge était absolument vital pour la CNO. Sans cela, l'entreprise ne pouvait pas nourrir adéquatement ses employés. Les Nor'westers ont vu une colonie soutenue par la CBH dans la rivière Rouge comme une menace directe à leur existence. La CNO a d'abord protesté directement auprès de la CBH, embauché des avocats pour contester la charte de la Compagnie et même publié des articles anonymes dans les journaux pour dissuader les colons éventuels en soulignant les difficultés du voyage, la dureté de la terre et en affirmant qu'ils seraient massacrés par les Amérindiens. Malgré ces efforts, la colonie de Selkirk a vu le jour.

### La colonie de Selkirk
En juillet 1811, des colons écossais et irlandais composés de 25 familles s'embarquèrent à bord de navires de la Compagnie de la Baie d'Hudson et de navires privés dirigés par le gouverneur désigné de la colonie, Miles Macdonell (que les Amérindiens nommeraient plus tard « chef des jardiniers »). Les colons qui ne pouvaient pas se permettre de payer leur passage se sont engagés auprès de la Compagnie de la Baie d'Hudson. Ils ont apporté avec eux tout ce dont ils avaient besoin pour construire une colonie, ainsi que des armes pour les protéger des Amérindiens et des Américains (la Grande-Bretagne et les États-Unis étant au bord de la guerre). En septembre, les colons sont arrivés à York Factory et sont entrés dans des quartiers d'hiver.
À cause du manque de bateaux pour transporter les colons de Selkirk et de leurs vastes réserves, ils passèrent le printemps et une partie de l'été 1812 à construire quatre bateaux en bois qui partirent finalement au milieu de l'été. Les colons sont arrivés à l'automne sur le site de la colonie, situé dans un méandre de la rivière Rouge à environ un kilomètre au nord des fourches des rivières Rouge et Assiniboine. Les colons ont construit un fort le long d'un petit ruisseau au sud-ouest de la colonie, nommé Fort Douglas en l'honneur de Lord Selkirk. Le fort, qui était partagé par les colons et les employés de la CBH, contenait des entrepôts de la compagnie ainsi que la maison du gouverneur. Les colons ont commencé à construire des huttes pour l'hiver, mais la fin de la saison a forcé beaucoup d'entre eux à hiverner dans les postes de la CBH. Cependant, ces postes ne disposaient pas de suffisamment de vivres pour subvenir aux besoins des personnes supplémentaires.
D'autres colons sont arrivés au printemps de 1813 et ont commencé à construire des maisons et à planter des cultures. L'approvisionnement en nourriture devenait crucial et de son côté, la CNO achetait toujours plus de pemmican aux Métis.

## Proclamation du pemmican
Les ressources alimentaires étaient rares dans la colonie au début de 1814. Le gouverneur Macdonell, dans une tentative pour empêcher la nourriture disponible de quitter le district a publié la « Proclamation du pemmican » le 8 janvier. Celle-ci interdisait que toute partie des animaux chassés puisse être échangée ailleurs que dans le district. La CNO perdait son approvisionnement en pemmican.
La CBH a protesté également, mais Lord Selkirk, étant l'actionnaire majoritaire de la Compagnie de la Baie d'Hudson, a été en mesure de traiter les plaintes de son entreprise par les voies officielles. Le commissaire spécial Coltman, le fonctionnaire du gouvernement plus tard chargé d'enquêter sur la bataille de la Grenouillère, a suggéré que le gouverneur Macdonell attendait un moment opportun pour publier sa proclamation, dont il avait soulevé l'idée un peu plus tôt. La victoire américaine à la bataille du lac Érié, survenue le 10 septembre 1813, qui a donné aux Américains le commandement du lac Érié et menacé la capacité de la CNO à transporter des marchandises, des fourrures et des provisions sur les Grands Lacs, en a été l'occasion. La CNO était en position de faiblesse et l'interdiction du commerce de pemmican pouvait même être le coup de grâce qui aurait permis à la CBH d'avoir le monopole du commerce des fourrure dans l'Ouest canadien. De fait, les Nor'Westers témoigneront plus tard que la perte du lac Érié par les Britanniques a rendu la compagnie plus dépendante que jamais du pemmican de la rivière Rouge, c'est pourquoi la CNO n'a pas tenu compte de la proclamation.

## Le blocus de la CBH
Le 14 mars 1814, John Warren (qui était un employé de la colonie) et 15 ou 16 colons armés se rendirent au camp de chasse des Métis à la rivière de la Tortue pour acquérir des provisions. Cette nuit-là, plusieurs traîneaux de la CNO sont arrivés pour faire de même, et les hommes de Warren les ont forcés à revenir les mains vides. Peu de temps après, le gouverneur Macdonell, apprenant qu'un bateau de la CNO chargé de pemmican était envoyé à l'île Qu'Appelle par l'Assiniboine, envoya John Warren avec un groupe de cinquante hommes pour le saisir. Les hommes avaient l'ordre de tirer sur n'importe quel bateau qui passait et de les conduire à terre, et ceux qui n'obtempéreraient pas seraient coulés par le feu de leurs canons. Les colons refusèrent ouvertement d'obéir à ce dernier ordre. John Wills de la CNO à Rivière-la-Souris, ayant entendu parler du blocus et ne voyant pas le bateau auquel il s'attendait, dépêcha un groupe de six hommes pour enquêter. Les hommes de Wills ont trouvé l'équipage du bateau campé sur la rive de la rivière et leur a ordonné de cacher la nourriture. 
En voyant ce groupe de Nor'Westers armés, les employés de la CBH qui attendaient le bateau de la CNO, ont appelé des renforts. Quand le bateau ne s'est pas montré comme prévu, les Baymen l'ont cherché et ont trouvé trois Canadiens campés avec un bateau vide. Warren les a interrogés sur leurs provisions et a menacé de les arrêter, mais il n'a reçu aucune réponse. Après une fouille d'un ou deux jours, la cache de 96 sacs de pemmican a été découverte et emmenée à Fort Douglas. La Compagnie de la Baie d'Hudson a ensuite bloqué la grande route utilisée par les Nor'Westers pour contourner le blocus fluvial qui, en plus de perturber l'utilisation de la route par le Nor'Wester, empêcherait aussi les autochtones et les Métis locaux de passer. Une famille autochtone a même été faite prisonnière. En apprenant cela, les Métis de la région ont offert de l'aide aux Nor'Westers pour une attaque contre le blocus de la Compagnie de la Baie d'Hudson, mais l'offre a été refusée.
Le 29 mai 1814, le gouverneur Macdonell envoya John Spencer, le shérif de la colonie, saisir les provisions situées au poste de Rivière-la-Souris de la CNO. Il confisqua 500 sacs de pemmican, 96 barils de graisse et 9 balles de viande séchée. Il confisqua également deux coffres d'armes appartenant à la CNO pour les empêcher d'être vendus aux Métis qui s'en servaient pour chasser. Une partie des provisions confisquées ont été prises de l'autre côté de la rivière jusqu'à Brandon House, tandis que le reste a été emmené à Fort Douglas sous escorte armée. Ensuite, les hommes de Macdonell ont confisqué 200 sacs de pemmican à un commerçant de la CBH, Stett, qui transportait 300 sacs à destination de York Factory. Peu de temps après, le Duncan de la CNO recruta un groupe de voyageurs armés pour localiser et arrêter un commerçant de la CBH, House, qui avait aidé à pénétrer dans le poste de Rivière la Souris. Le gouverneur Macdonell construisit ensuite un fort sur la rivière Assiniboine pour surveiller plus efficacement la rivière et un autre sur la rivière Rouge près de Fort Douglas. Le blocus de la rivière Rouge a rapidement permis d'intercepter deux canots légers de la CNO avec deux commis, 20 hommes et deux coffres. Les voyageurs étaient en liberté conditionnelle, mais les clercs et les commissaires ont été envoyés au fort Douglas.
Le 18 juin 1814, John Macdonald de la CNO a rencontré le gouverneur Macdonell pour élaborer un accord de paix. Pour tenter de prévenir l'effusion de sang et d'aider à réduire la famine généralisée causée par la confiscation par Macdonell de toutes les provisions du Nor'Wester, les hommes sont convenus que le gouverneur Macdonell devrait conserver 200 sacs de pemmican et restituer le reste qui avait été saisi. En échange, les Nor'Westers libéreraient M. House et fourniraient des provisions à la colonie au cours de l'hiver suivant. Il semble que les termes aient été plus ou moins suivis. Le commissaire Coltman a ensuite témoigné que l'entente était maintenue avec « quelques petites déviations ».
À l'été 1814, lors de l'assemblée générale du rendez-vous annuel de la Compagnie du Nord-Ouest à Fort William, les partenaires ont discuté de la façon de régler le problème de la rivière Rouge. Il a été officiellement convenu que le district de la Rivière Rouge devait être renforcé, que John Spencer, John Warren et Miles Macdonell devraient être arrêtés et que la colonie de Selkirk devrait être réduite en offrant aux colons un libre accès au Haut-Canada. Il a été décidé également que les partenaires Duncan Cameron et Alexander Macdonell (le cousin et beau-frère du gouverneur Miles Macdonell) devraient superviser l'opération dans le district de la Rivière Rouge. Officieusement cependant, les partenaires ont comploté pour attaquer la colonie. Cela devait être fait en la désarmant d'abord et en payant ensuite les Indiens de Lac Rouge et de Fond du Lac pour le détruire. Bien sûr, ce plan n'a pas été enregistré dans les notes de réunion, mais il y a une abondance de preuves à l'appui; par exemple, Daniel Mackenzie, l'officier responsable du district de Fond du Lac, a reçu une lettre de Duncan Cameron au printemps de 1815 indiquant qu'il avait reçu l'ordre de détruire la colonie, et le chef des Indiens Fond du Lac a témoigné plus tard que Daniel Mackenzie lui a offert des biens à Leech Lake, à Sandy Lake et au lac la Pluie pour «faire la guerre aux Anglais», mais il a refusé. Les Nor'Westers ont seulement réussi à recruter une poignée d'Autochtones, mais ils ont refusé d'attaquer les colons une fois qu'ils sont arrivés sur les lieux l'année suivante. Quelques jours après l'arrivée de Duncan Cameron dans le district de la rivière Rouge, en septembre, il a arrêté le shérif John Spencer et l'a envoyé au Fort Gibraltar situé au sud de la colonie de la rivière Rouge. Alors que le canot qui conduisait Spencer au lac la Pluie passait devant Fort Douglas, plusieurs colons ont pénétré par effraction dans le casier des armes pour leur donner les armes nécessaires au sauvetage. Ils ont conduit le canot à terre, mais Spencer a convaincu les colons de ne pas tuer les Nor'Westers et de les laisser faire leur devoir.

## La CBH invoque la Charte
La Charte royale de 1670 conférait à la CBH le contrôle de la région asséchée par tous les cours d'eau qui se jettent dans la baie d'Hudson.
En octobre 1814, le gouverneur Macdonell envoya des notes aux avant-postes de la CNO dans la région au nom de Lord Selkirk leur ordonnant d'abandonner leurs postes dans les six mois. Il a ensuite élevé une compagnie de miliciens bénévoles, constituée des colons de la rivière Rouge, les a armés de mousquets et s'est nommé commandant. Ce faisant, Macdonell invoquait les droits de la Charte royale de la Compagnie de la Baie d'Hudson, qu'il estimait que la CNO violait.

## Selkirk lève une armée
En 1815, Selkirk se trouvait à Montréal pour recruter des hommes afin de défendre sa colonie. Il a d'abord présenté une pétition au gouvernement britannique pour obtenir de l'infanterie régulière. En mars, lord Bathurst donna au gouverneur du Canada l'ordre «de donner aux colons de la rivière Rouge une protection qui serait accordée sans préjudice aux services de Sa Majesté dans d'autres quartiers». Cependant, les commandants britanniques hésitaient à envoyer des troupes à la Rivière Rouge à cause de la difficulté de les transporter si loin. Selkirk a expliqué que les Nor'Westers envoyaient annuellement de grandes quantités de marchandises volumineuses à des centaines de milles au-delà de la rivière Rouge. Selkirk reçut finalement un détachement de sergent du 37e Régiment composé d'environ 14 hommes commandés par le sergent Pugh, non pas en tant que représentant militaire officiel, mais comme gardien personnel de Selkirk. Selkirk s'est ensuite tourné vers la CBH. La CBH a été autorisée à lever des forces armées pour leur protection en vertu d'une clause de leur charte. Il a déclaré :

« Nous donnons et accordons au dit gouverneur et à cette compagnie la liberté et la licence au cas où ils jugeraient nécessaire d'envoyer des navires de guerre, des hommes ou des munitions à leurs plantations, forts ou lieux de commerce précités pour la sécurité et la défense de le même Compagnie et de choisir les commandants et l'officier, de leur donner le pouvoir et l'autorité pour continuer la paix ou la guerre avec n'importe quel prince ou peuple, qui ne sont pas chrétiens dans un endroit où ladite compagnie aura des plantations, des forts ou des usines. »

Selkirk a écrit au procureur du roi et au solliciteur général pour les informer de son intention d'élever une armée en vertu de la charte de la Compagnie de la Baie d'Hudson et a demandé leur approbation, mais aucune réponse n'a été donnée. Ainsi, Selkirk a constitué une force composée de 180 employés de la Compagnie de la Baie d'Hudson et d'environ 150 soldats récemment libérés des régiments De Meuron et De Watteville. De Meuron et De Watteville étaient deux régiments suisses de l'armée régulière anglaise, des vétérans des guerres napoléoniennes. Ces hommes, bien que n'étant plus des soldats enrôlés, conservaient leurs uniformes militaires qui consistaient en des manteaux rouges, des pantalons et des shakos en feutre noir. Selkirk leur a fourni des mousquets, des baïonnettes et des cartouchières et les a payés de sa propre poche.

## La CNO rassemble ses troupes
William McGillivray, apprenant que Selkirk avait obtenu un contingent de soldats réguliers, a aussi présenté une pétition au gouvernement pour que ses employés sachent que sa compagnie ne ferait pas l'objet de discrimination. Il a seulement réussi à négocier que deux officiers du régiment de De Meuron prennent un congé pour six mois. Les lieutenants Bromby et Missani ont quitté Montréal pour Fort William au printemps de 1816. Étant en congé autorisé, ces hommes étaient désormais des citoyens ordinaires sans autorité militaire, mais ils continuaient de porter leurs uniformes. McGillivray a également recruté Charles De Reinhard, un sergent déchargé du Régiment De Meuron. De plus, les associés de l'entreprise autrefois membres du Corps des voyageurs ont continué d'agir en qualité d'officiers militaires. Duncan Cameron signait souvent ses lettres durant cette période sous le titre de Capitaine du Corps des Voyageurs. Le Corps des Voyageurs était un régiment levé par des partenaires de la CNO et composé principalement de voyageurs de la CNO qui ont combattu pendant la guerre de 1812. De même, Cuthbert Grant, le leader des Métis, était perçu comme un capitaine, William Shaw étant son lieutenant et Peter Pangman, son enseigne.
À ce moment-là, la CBH a envoyé un certain Colin Robertson à Montréal pour former un parti pour s'opposer à la CNO dans le district d'Athabasca. Se présentant comme l'un des agents de Lord Selkirk vendant des terres dans le district de la Rivière Rouge, Robertson éleva secrètement une bande de 160 voyageurs. Ils sont partis pour Athabasca le 17 mai dans 16 canots. En février, les Métis ont établi un camp dans les plaines de la rivière Tortue et ont commencé à harceler les colons de la rivière Rouge. Les Métis ont également détenu John Macleod, un colon de la rivière Rouge, pendant six jours alors qu'il leur transmettait un message du gouverneur Macdonell. Au même moment, le gouverneur Macdonell arrêtait Peter Pangman, un transfuge de la Hudson's Bay Company, qui travaillait maintenant pour la North West Company. Il a par la suite arrêté le Nor'Wester Hugh Heney pour son rôle dans la détention de John Macleod. En représailles, le chef métis Cuthbert Grant, avec un groupe d'environ 27 de ses partisans, a capturé le colon John Warren et trois autres personnes alors qu'il voyageait entre Fort Daer et la Rivière Tortue. Fatigué, le gouverneur Macdonell rencontra les Nor'Westers à Fort Pembina et organisa avec succès un échange de prisonniers.

## Attaques de la colonie et incendie de Fort Douglas
En 1815, le partenaire de la CNO, Duncan Cameron, commença à mettre en œuvre le plan de l'entreprise visant à déloger les colons de la rivière Rouge. Cela a été fait principalement en offrant aux colons un libre passage vers le Haut-Canada. Les habitants du district de la rivière Rouge n'étaient pas du tout intéressés, les Nor'Westers se sont faits plus insistants. À cette époque, le greffier de la CNO, Aulay McAulay, a refusé de vendre des armes à feu et des munitions aux Métis par crainte qu'ils s'en servent contre les colons, ce qui lui valut d'être mis au ban de la Compagnie.
Les offres de libre passage, couplées avec les conditions de vie difficiles dans la région, ont rapidement eu l'effet escompté : les colons mécontents ont commencé à quitter la colonie. Archibald Macdonald, qui commandait la colonie alors que le gouverneur Macdonell était temporairement absent, menaça d'utiliser les canons pour les empêcher de partir. Le 3 avril, un groupe de colons mécontents menés par George Campbell a arrêté les officiers dans le réfectoire de Fort Douglas, a pénétré par effraction dans les entrepôts de la colonie et a volé un certain nombre de pièces d'artillerie, d'armes et d'outils. Les colons ont ensuite rencontré Duncan Cameron et un groupe de voyageurs de la CNO à qui ils ont remis les armes volées. Les canons non montés ont été transportés par canots au fort Gibraltar où des chariots de champ ont été faits pour eux. Lorsque le gouverneur Macdonell est revenu, l'agent de la CNO, Severight, a tenté de l'arrêter, mais Macdonell a résisté en affirmant qu'un gouverneur légalement nommé ne pouvait pas être arrêté et enlevé de son poste. Macdonnel a arrêté Severight pendant plusieurs heures puis l'a relâché.
Alexander Macdonnell a renforcé sa position en mai lorsque les Saulteaux locaux sont arrivés à la colonie pour aider à protéger les colons et ont déclaré que leur présence dissuaderait les Cris d'attaquer. Cependant, les Saulteaux sont partis après 2 semaines contrariés de ne pas être indemnisés pour leur aide. Par la suite, 10 ou 12 vaches appartenant à la colonie ont été trouvées criblées de flèches. On ignore si cela a été fait par les Métis ou les Saulteaux mécontents. Avec sa petite armée, Alexander Macdonnell a finalement commencé à prendre des mesures contre la colonie de la rivière Rouge. Macdonnell, avec une soixantaine de voyageurs et des Métis, établit un camp à la Grenouillère, à 3 ou 4 milles de Fort Douglas, et installe une batterie de 4 canons pour empêcher les bateaux d'entrer ou de sortir de la colonie. Le 10 juin, plusieurs colons ont tiré sur un groupe de Métis transportant des vivres dans leur camp à la Grenouillère et un bref échange de tirs a eu lieu sans faire de blessés. Le même jour, un canot arriva au Fort Gibraltar en provenance de Fort William annonçant la fin de la guerre de 1812 et proclamant «la paix avec tout le monde sauf avec ceux de la rivière Rouge». Les hommes de Macdonnell s'en allèrent ensuite avec le bétail de la colonie. Les colons Duncan McNaughton, Alexander McLean et John McLeod, près de la Grenouillère, ont aperçu le bétail volé. Ils ont tenté de les ramener à la colonie et ont été eux-mêmes chassés par plusieurs des hommes de Macdonnel. Des partisans des Métis ont défilé devant la colonie de la rivière Rouge jour et nuit en chantant des chansons de guerre pour intimider les colons. Certains colons ont été enlevés et leurs maisons ont été démantelées ou incendiées. Les colons désertaient continuellement, emportant souvent des armes et des munitions appartenant à la colonie. Les Nor'Westers ont installé un autre canon en face de Fort Douglas. Ue palissade avait été montée autour de lui, partiellement fait en bois provenant de maisons démantelées. Duncan Cameron a envoyé des groupes d'hommes armés le long de diverses routes pour capturer tous les colons errants. En juin, les forces de la North West Company ont attaqué la colonie au moins quatre fois, tirant souvent sur les maisons d'habitation à partir de positions cachées. Dans tous les cas, les colons ripostèrent. Quatre colons et Baymen ont été blessés et John Warren a failli être tué quand son pistolet a éclaté. Finalement, les Métis sont entrés dans la colonie de la rivière Rouge et ont occupé plusieurs maisons, dont celle de John Pritchard, dans laquelle ils ont installé leur quartier général. Plusieurs colons ont été expulsés et leurs maisons incendiées. Après la dernière attaque du 11 juin qui a duré une demi-heure, les colons ont rencontré le gouverneur Macdonell et lui ont suggéré de se rendre pour mettre fin à la violence. Le 15 juin, les Nor'Westers ont attaqué la colonie de la Rivière-Rouge, ils ont également laissé les chevaux des colons piétiner leurs cultures. Le jour suivant, Alexander Mackenzie et Simon Frazer de la CNO sont arrivés de Fort William et ont écrit au gouverneur Macdonell que s'il se rendait, la colonie serait laissée en paix. Le gouverneur Miles Macdonell s'est ensuite rendu et a conclu une entente verbale avec la CNO selon laquelle la colonie de la rivière Rouge pouvait conserver 200 sacs de pemmican, tandis que la CNO pourrait reprendre le commerce de pemmican avec les Métis (il est à noter que la CNO avait déjà été autorisée à expédier ses marchandises à travers la baie d'Hudson pendant cette période). La CNO fournirait également à la colonie 175 sacs de pemmican ou l'équivalent en viande de bison fraîche.
Le 22 juin, les Métis ont recommencé à tirer sur les colons. James Sutherland de la CBH et un certain M. White ont rencontré les Métis à la Grenouillère pour négocier un nouveau règlement de paix. Sutherland et White ont proposé que les colons abandonnent la colonie et se réinstallent dans les bois à quelques milles au-dessous des fourches et que les deux parties vivent en paix. Les Métis ont rejeté cette proposition. Ils ont finalement accepté les termes suivants: que tous les colons se retirent immédiatement de la rivière et qu'aucune apparence de la colonie ne reste, que la paix et l'amitié subsistent entre tous les partis, commerçants, Indiens et hommes libres à l'avenir dans les deux fleuves et que personne ne soit inquiété dans leurs poursuites légales. Les colons ont accepté ces conditions et se sont enfuis par bateau vers Jack River House (rebaptisé plus tard Norway House) sous la garde d'Indiens locaux qui ont offert de les transporter jusqu'au lac Winnipeg. Le commerçant de la CBH, John Mcleod, et trois hommes sont restés à la colonie en tant que représentants de la Compagnie et pour sauver les récoltes des colons.
Le 24 juin, les Métis brûlent le fort Douglas et le moulin de la colonie, les écuries et la plupart des maisons vides. Les colons en fuite se sont arrêtés à Jack River House. Pendant ce temps-là, Colin Robertson et sa brigade se dirigeaient vers le district d'Athabasca. Ils sont arrivés aux ruines de Fort Douglas le 19 août et ont commencé à reconstruire le fort.
Le 15 octobre 1815, Duncan Cameron, le Nor'Wester responsable du fort Gibraltar, ont été capturés alors qu'il circulait dans les plaines. Pendant qu'il était interrogés par Colin Robertson, Cameron l'informa que la plupart des armes volées à la colonie de la rivière Rouge étaient entreposées à son fort, bien que l'artillerie volée se soit répandue dans tout le district. Par conséquent, Robertson a envoyé 12 hommes sous le commandement d'Alexander McLean pour capturer le fort Gibraltar. Robertson a rendu Fort Gibraltar à Cameron après avoir signé un accord mettant fin à toutes les hostilités contre la colonie et promettant de restaurer l'artillerie volée. Le fort Gibraltar se trouvait à un demi-mille de la colonie de la rivière Rouge et avait été le point de départ de l'attaque contre la colonie. Robertson essaya ensuite de prendre le Fort Qu'Appelle de la CNO, mais le trouva lourdement gardé et se retira à Fort Douglas.

## La reconstruction de la colonie
En novembre 1815, le nouveau gouverneur de la colonie de la rivière Rouge, Robert Semple, arrive avec environ 160 nouveaux colons et Baymen et participa à la reconstruction de la colonie.
À Athabasca, la brigade de John Clark arriva tard dans la saison et manquait de vivres. Il a envoyé des détachements à la poste de la rivière des Anglais (CNO) de l'Île-du-Prince-Édouard (Île-à-la-Crosse), à Fort Chipewyan, au poste du Lac des Esclaves et au poste de la rivière de la Paix. Vingt des hommes de Clark ont péri à, cause du climat sévère et de la faim. Les autres se sont rendus à la CNO qui les a gardé pendant l'hiver et leur a offert de les transporter au printemps.
En 1816, les partenaires d'hivernage de Fort William ont fait des plans pour détruire la colonie de la rivière Rouge pour la deuxième fois. Le plan consistait à lever trois forces distinctes qui convergeraient simultanément vers la colonie, l'une venant de Qu'Appelle, la seconde de Fort William et la troisième du poste de Swan River en tant qu'arrière-garde. Le poste Swan River de la CNO n'a pas été inquiété par la CBH au cours de cette période, en raison de son éloignement de la colonie de la rivière Rouge et parce qu'il se trouvait à l'extérieur de la concession de Selkirk. Une fois ensemble, ils assiégeraient le fort et la colonie, et les affameraient jusqu'à soumission. Le plan devait être mis en branle en mai. En mars, le gouverneur Semple a temporairement confié à Colin Robertson le commandement de la colonie de la rivière Rouge alors qu'il visitait les postes de la CBH dans le district.